# بوکه (ازبکستان)
بوکه  (به ازبکی: Boʻka، بۉکه) یک شهر در ازبکستان است که در ناحیه بوکه  واقع شده‌است. بوکه ۲۸٬۰۰۰ نفر جمعیت دارد.